# Nabilla Ait Daoud
Nabilla Ait Daoud (Antwerpen, 4 januari 1977) is een Belgische politica voor de N-VA. In 2013 werd ze schepen in de stad Antwerpen. Dit werd in 2019 en 2025 verlengd.

## Levensloop
Ait Daoud studeerde af als apothekersassistente in 1998 en ging daarna aan de slag bij de Zwitserse Apotheek. In 2005 startte ze een broodjeszaak op het Zuid in Antwerpen.

## Politieke carrière

### Gemeenteraadsverkiezingen 2012 & Schepen van Jeugd, Kinderopvang, Leefmilieu en Dierenwelzijn in Antwerpen
Ait Daoud kreeg in 2012 de vijfde plaats op de N-VA-lijst voor de gemeenteraadsverkiezingen in Antwerpen. Ze werd verkozen met 1.393 voorkeurstemmen. Pas verkozen burgemeester Bart De Wever maakte haar zijn schepen van Jeugd, Kinderopvang, Leefmilieu en Dierenwelzijn, in een coalitie van N-VA met Open Vld en CD&V.
Ait Daoud kwam vooral in het nieuws rond de aspecten Leefmilieu en Dierenwelzijn. Haar plan om, vanaf februari 2017, in Antwerpen als eerste Belgische stad een lage-emissiezone in te voeren kreeg media-aandacht. En binnen de thematiek van het ritueel (onverdoofd) slachten van schapen deelde Ait Daoud meermaals haar standpunt dat “religie geen reden mag zijn om een dier te doen lijden”.

### Verkiezing Europees Parlement 2014
In 2014 stond Ait Daoud op de tiende plaats voor de lijst van N-VA voor de verkiezing voor het Europees Parlement. Ze haalde 38.129 voorkeursstemmen, maar werd niet verkozen.

### Gemeenteraadsverkiezingen 2018
Ait Daoud bekleedde voor de gemeenteraadsverkiezingen van 14 oktober 2018 de derde plaats op de Antwerpse stadslijst van N-VA. Burgemeester Bart De Wever trok de lijst. Ze werd verkozen met 3.834 voorkeursstemmen.
Na de verkiezingen werd zij terug schepen in de stad Antwerpen bevoegd voor cultuur, kinderopvang, personeel, loketten en ontwikkelingssamenwerking.

### Verkiezing Vlaams Parlement 2019
Ait Daoud bekleedde voor de regionale verkiezingen van 25 mei 2019 de eenendertigste plaats op de Antwerpse N-VA lijst voor het Vlaams Parlement.

### Gemeenteraadsverkiezingen 2024
Na de gemeenteraadsverkiezingen op 13 oktober 2024 wordt zij op 2 januari 2025 door N-VA weer als schepen voorgedragen in de Antwerpse gemeenteraad als schepen bevoegd voor onderwijs, personeel, kinderopvang, sociale economie en integratie en inburgering.

## Mandaten anno 2017
In 2017 bekleedt Ait Daoud zeven mandaten:
- Schepen stad Antwerpen
- Lid adviescomité IGEAN Milieu & Veiligheid
- Bestuurder Intercommunale Hooge Maey
- Bestuurder Gemeentelijk Havenbedrijf Antwerpen
- Bestuurder Universiteit Antwerpen
- Bestuurder AG KOP
- Bestuurder Autonoom Gemeentebedrijf Energiebesparingsfonds Antwerpen